# Phylloromancie
 (juillet 2009).
 (novembre 2020).
La phylloromancie ou phyllorhodomancie est une méthode divinatoire utilisant des pétales de roses, originaire des Grecs de l’Antiquité.
Toujours employée aujourd'hui, elle consiste à frapper le front du consultant après y avoir posé un pétale de rose, puis à interpréter les bruits produits. Par exemple, si un pétale claque dans le creux de la main, c'est le signe d'un amour partagé.[réf. nécessaire]
Le poète Guillaume Apollinaire appelait son ami Louis de Gonzague-Frick le « Prince de Phyllorhodomanciens ».

## Sources
- Nadia Julien, Dictionnaire des Mythes, éd. Marabout, 1992.